# Roberto Ciaccio
Roberto Ciaccio (Roma, 2 gennaio 1951 – Milano, 27 novembre 2014) è stato un artista italiano.

## Biografia
Dopo aver frequentato il liceo classico si laurea in Scienze Politiche all'Università Cattolica di Milano con una tesi dal titolo "Genesi psicosociale dell'opera d'arte". All'interesse per la filosofia e la musica, accosta il suo lavoro di artista, che negli anni ottanta si configura come astrazione pittorica con una decisa valenza concettuale. A partire dagli anni novanta il dialogo con la filosofia si intensifica, in particolare verso il pensiero di Jacques Derrida e Martin Heidegger, cui ha dedicato alcune tra le sue opere più importanti.
In questo percorso l'artista viene accompagnato dalla importante figura di Remo Bodei, che cura da allora diverse sue mostre e pubblicazioni. Questo periodo coincide con un'intensa attività artistica, che culmina con la creazione dell'opera "Annotazioni di luce in otto momenti per Holzwege di Martin Heidegger". La poetica della luce è al centro anche di Lucematrice, presentato a Genova nel 2013. Il suo lavoro si esprime attraverso una varietà di tecniche, dalla pittura ad olio ai collages, alle incisioni, le lastre e il monotipo. Il lavoro grafico, in particolare, negli anni è stato esercitato accanto e con la collaborazione di Giorgio Upiglio, celebre incisore e stampatore d'arte.
Nel suo lavoro sulle grandi lastre e monoprint in reciproco dialogo si è innestato un rovesciamento delle posizioni di Walter Benjamin sul concetto di "aura", che ha attratto l'attenzione di molti studiosi.
Roberto Ciaccio ha anche svolto attività didattica e ha tenuto lezioni in alcune università italiane, tra cui l'Università degli Studi di Bologna, nel corso di Sociologia dell'arte di Pietro Bellasi, l'Università Cattolica, lo IULM e l'Accademia di Belle Arti di Brera a Milano. Diverse, in contesto universitario, sono state le tesi di laurea sul suo lavoro. Ha, inoltre, collaborato con la rivista Informazione Filosofica dell'Istituto italiano per gli studi filosofici di Napoli.
Sempre all'interno del rapporto intenso tra arte e filosofia, attorno al suo lavoro si sono tenute alcune tavole rotonde e convegni, tra cui si annoverano in particolare quelle tenute nelle seguenti istituzioni:
- Archivio di Nuova Scrittura, Milano 1992
- Istituto dell'Enciclopedia Italiana, Roma 1994
- Biblioteca Cantonale, Locarno 1996
- Collegio Cairoli dell'Università degli Studi di Pavia 2004
- Kupferstichkabinett, Kulturforum, Berlino 2006

Quanto al rapporto con la musica, sulle sue opere Philip Corner ha eseguito la performance musicale Music Muse a Genova nel 2004 e creato apposite partiture per pianoforte ("Ténèbres: lessons & light") nel 2005. Anche il pianista Antonio Ballista ha eseguito molti concerti in occasione delle sue mostre personali, non ultima quella a Palazzo Reale a Milano, in cui Ballista ha suonato il Mantra di Stockhausen con Bruno Canino. Le opere di Roberto Ciaccio figurano nelle collezioni permanenti di diversi musei di rilievo internazionale:
- Museo d'arte di Tel Aviv.
- Museum of Modern Art, New York.
- Museo Cantonale di Lugano.
- MART, Rovereto.
- Kupferstichkabinett, Berlino.
- Biblioteca Nazionale Braidense, Milano.
- Gallerie d'Italia - Milano, Milano
- Istituto Nazionale per la Grafica, Roma.

## Principali esposizioni personali
- 2013 - "Lucematrice", Palazzo Ducale, Palazzo Reale, Palazzo Nicolosio Lomellino e Museo di Villa Croce. A cura di Remo Bodei e Anna Orlando.
- 2011 - "Inter/vallum", Sala delle Cariatidi, Palazzo Reale di Milano. A cura di Remo Bodei, Arturo Schwarz e Kurt Forster.
- 2008 - "Le Son des Ténèbres", Istituto Nazionale per la Grafica, Palazzo Poli, Roma. A cura di Remo Bodei e Bruno Corà.
- 2008 - "Infinitononfinito", Galleria Patrick Cramer, Ginevra.
- 2006 - "Revenants. Winderspiegelungen der Matrix", Kupferstichkabinett-Kulturforum, Staatliche Museen, Berlino. A cura di Remo Bodei.
- 2005 - "Darkness and Light", Hellenic American Union, Atene. A cura di Irini Orati.
- 2005 - "Interrogazioni di una lastra - Spartito del tempo", Archivio Caterina Gualco, Genova.
- 2002 - "Il volto del tempo", Fondazione Mudima, Milano. A cura di Remo Bodei.
- 1997 - "Aura del tempo". Museo Nazionale di San Matteo, Pisa. A cura di Remo Bodei.
- 1996 - "Memoria di lastre incise. Gedankenmatrizen", Fondazione Ignaz e Mischa Epper, Ascona. A cura di Guido Ballo.
- 1995 - "Tra presenza e assenza: tracce", Galleria d'Arte Moderna e Contemporanea, Palazzo Forti, Verona. A cura di Giorgio Cortenova e Pietro Bellasi.
- 1992 - "Annotazioni di luce in otto momenti", Archivio di Nuova Scrittura, Milano.
- 1991 - "La passione dell'attesa e dell'ascolto", Galleria civica di Arte Moderna, Palazzo dei Diamanti, Ferrara. A cura di Pietro Bellasi.
- 1989 - "Frammenti di continuità", Galleria La Polena, Genova. A cura di Gillo Dorfles e Luciano Caprile.
- 1988 - "Evento e struttura", Mercato del Sale, Milano. A cura di Roberto Sanesi.